# Setodes sinuatus
Setodes sinuatus är en nattsländeart som beskrevs av Yang och Morse 2000. Setodes sinuatus ingår i släktet Setodes och familjen långhornssländor. Inga underarter finns listade i Catalogue of Life.